# Schmachthagen (Pölitz)
Schmachthagen ist ein Ortsteil der Gemeinde Pölitz im Kreis Stormarn. 
Er besteht grundbuchlich aus der Gemarkung des historisch aufgesiedelten Bezirkes des gleichnamigen Gutes.